# Guraró

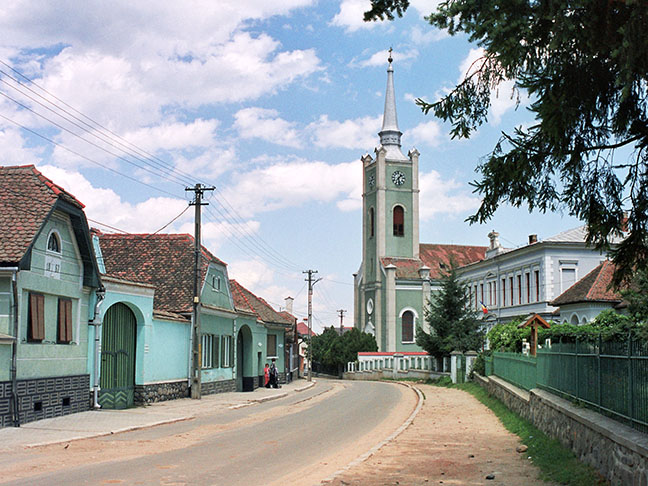
A főutca az ortodox templommal

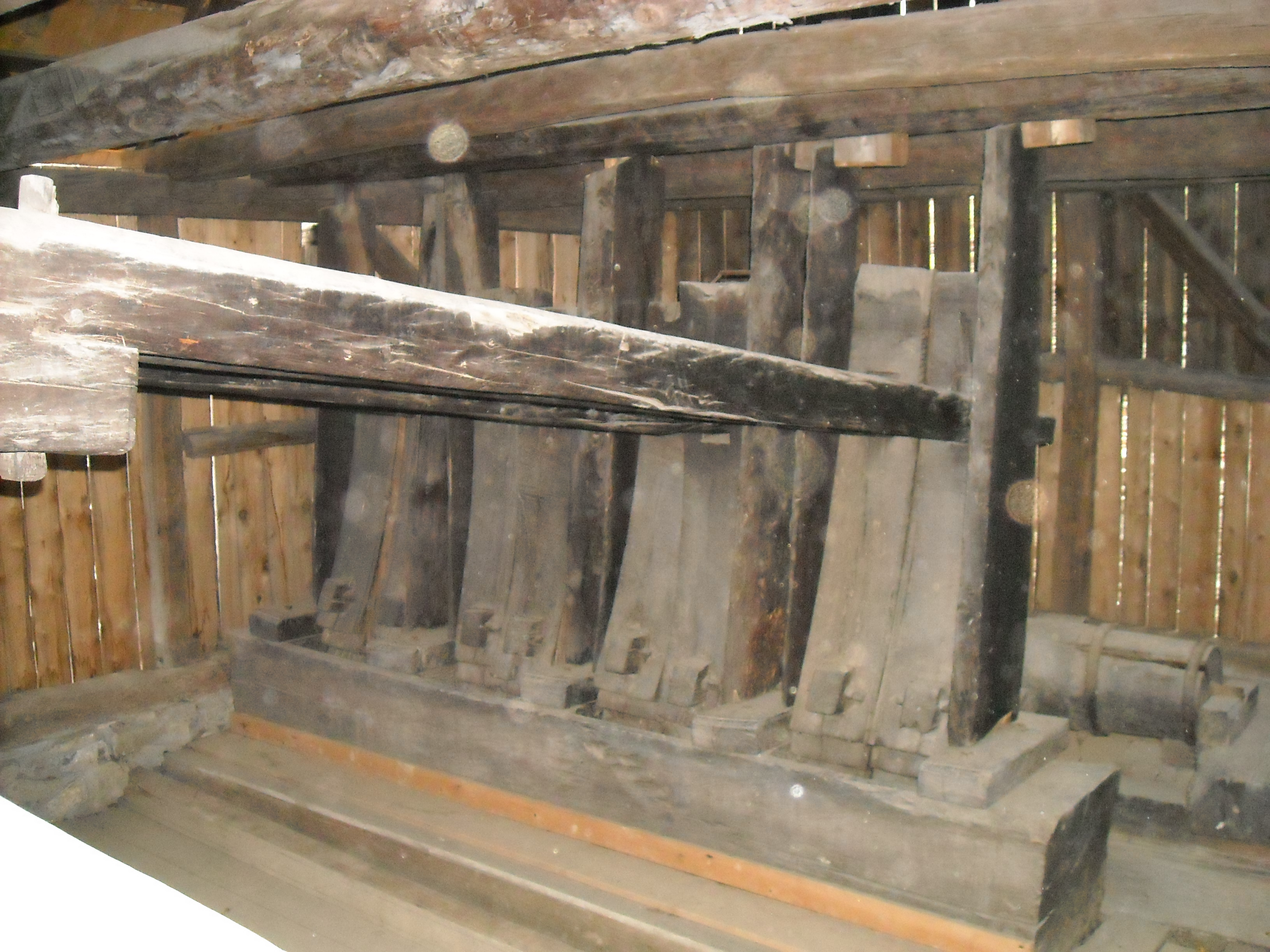
19. századi gurarói kallómalom a bukaresti falumúzeumban

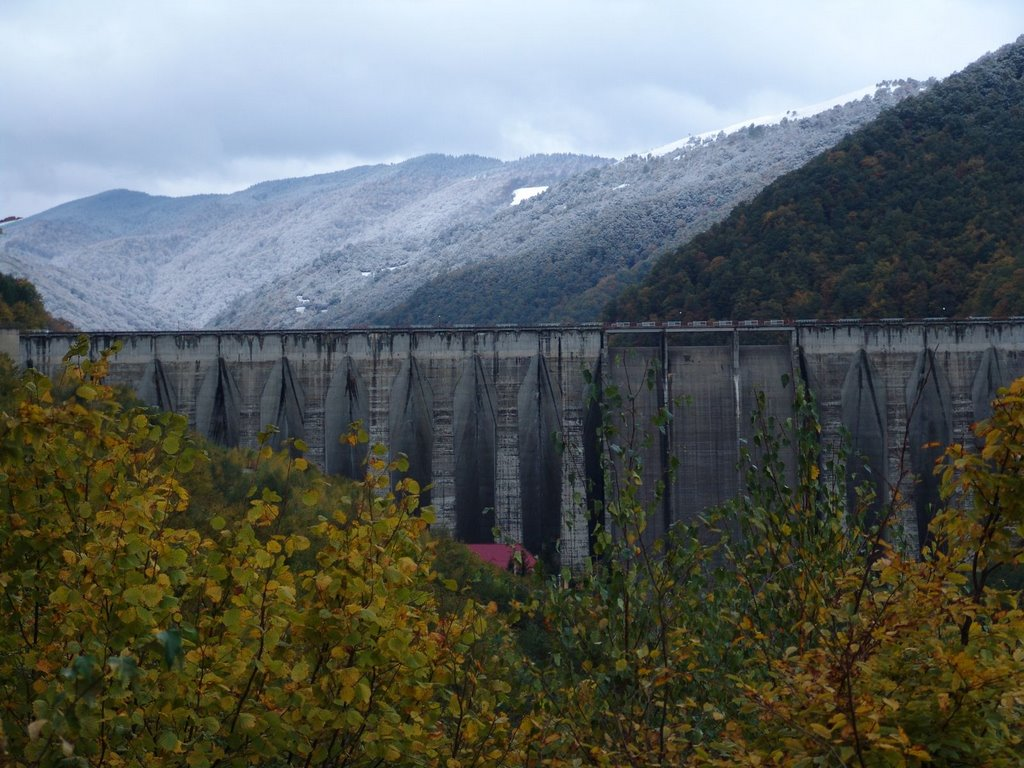
A völgyzárógát

Guraró (románul Gura Râului, németül Auendorf) falu Romániában, Erdélyben, Szeben megyében, a Szebeni-Hegyalja tájegységben, az azonos nevű község központja.

## Fekvése
A Szeben folyó mellett, a Csindrel-hegységtől északra, 550 méterrel a tengerszint felett fekszik. A megyeszékhely Nagyszebentől 20 km-re van, és a DN1-es úton Keresztényszigeten át közelíthető meg.

## Nevének eredete
Neve román eredetű: La Gura Râului (szó szerint: 'a folyó torkánál') azt a helyet jelöli, ahol a Szeben patak leérkezik a síkságra.

## Története
Kereszténysziget határára települt román falu, első említése 1476-ból maradt fenn, akkor még német néven, mint Awendorff villa Wlachicalis. A hagyomány szerint eredetileg szórt település volt és házai a mai faluközpontot övező dombokon helyezkedtek el. Nagyszeben város birtoka volt, lakói a szebeni királybírónak tartoztak szolgáltatásokkal. Egy 1558-ból fennmaradt német nyelvű feljegyzés megemlékezett az abban az évben épült „Schwarzer Kloster”-ről, amely valószínűleg ortodox kolostor volt, mivel a szászok ekkor már evangélikus hitre tértek.
A 18–19. században részt vett a transzhumáló pásztorkodás konjunktúrájában, amellett jelentős volt gyümölcstermesztése is. 1785-ben 381 román és 18 sátoros cigány család, 1811-ben 382 ortodox és 28 görögkatolikus család lakta. Iskoláját 1805-ben alapították.
Patakjain sok lisztelő, kallózó, fűrész- és olajmalom őrölt. Erdély egyik kallózó központja volt. Szász alapítású fonógyára a 19. század második felétől a 20. század közepéig működött. 1892-ben kapott engedélyt hetivásár tartására, bár nem hivatalosan már korábban is rendeztek itt vásárokat.
A falu 1894-ben egy gazdagodó, polgárosuló település képét mutatta. Házainak már 40%-a kőből vagy téglából épült; 50%-uk három vagy több, 40%-uk két helyiségből állt. 16 267 holdas határának művelési ágak szerint 59%-a volt erdő, 24%-a legelő, 8%-a rét és 6%-a szántó. 1893-ban gazdaszövetkezet alakult.
Az 1900-as években 38 fűrészüzeme működött, ezek közül 18 a falu belterületén. 1941-ben a fűrészüzemekben 440 lakója dolgozott.
Szebenszékhez, 1876-tól Szeben vármegye szelistyei járásához tartozott.

## Lakossága
1850-ben 2338 lakosából 2083 volt román és 244 cigány nemzetiségű; 1909 ortodox és 418 görögkatolikus vallású.

1900-ban lakói közül 100-150 személy Romániában tartózkodott. Teljesebb képet ad a helyi lelkész, Ioachim Muntean felmérése 1894-ből. Eszerint 2880 lakosából a többségi románságon kívül 148 volt a beás és 46 a kovács cigány, de néhány szász is lakta. 2714-en helyben, a többiek a szomszédos falvakban születtek. Felekezeti szempontból 2514-en tartoztak az ortodox, 343-an pedig a görögkatolikus egyházhoz. A népszámlálási adatok szerint a lakosság fele tudott írni-olvasni és mindössze 16 fő beszélt magyarul.

2002-ben 3621 lakója volt, közülük 3616 román nemzetiségű; 3472 ortodox, 103 adventista és 36 baptista vallású.

## Látnivalók
- A Boldog Piroska görögkatolikus templom korábbi alapokon, 1728 és 1830 között, tornya 1834-ben épült. Apszisát 1860-ban meghosszabbították. Részletekben maradtak fenn a 18. század első feléből való freskói.
- A jóval nagyobb Szent Mihály és Gábriel arkangyalok ortodox templom 1886–87-ben, Joseph Neugebauer tervei szerint épült.
- Kallómalom a 19. századból.
- Olajütő (faépítmény, a böjtben sütéshez használt tökmagolajat készítették benne).
- Fedett fahíd a 19. századból.
- A művelődési házban néprajzi kiállítást rendeztek be.
- Aurel Decei orientalista (1905–1976) emlékmúzeuma.
- Az 1981-ben, 550 méteres magasságban megépült, 330 m hosszú és 72 m magas völgyzárógáttal egy 65 hektár felületű mesterséges tavat hoztak létre. A létesítmény nemcsak energiát termel, de innen látják el ivóvízzel Nagyszebent is.

## Gazdasága
A lakosság főleg a fafeldolgozásból és a juhtenyésztésből él. Az utóbbi években fejlődésnek indult a falusi turizmus is.

## Híres emberek
- Itt született 1905-ben Aurel Decei történész, orientalista.